# Agua Tendida
Agua Tendida är en ort i Mexiko.   Den ligger i kommunen Chiquihuitlán de Benito Juárez och delstaten Oaxaca, i den sydöstra delen av landet, 300 km sydost om huvudstaden Mexico City. Agua Tendida ligger 1 287 meter över havet och antalet invånare är 121.
Terrängen runt Agua Tendida är huvudsakligen bergig, men åt sydost är den kuperad. Runt Agua Tendida är det ganska glesbefolkat, med 38 invånare per kvadratkilometer. Närmaste större samhälle är Huautla de Jiménez, 19,3 km norr om Agua Tendida. I omgivningarna runt Agua Tendida växer i huvudsak städsegrön lövskog.